# SIKART
SIKART je biografski slovar in zbirka podatkov o likovni umetnosti v Švici in Lihtenštajnu. Na spletu ga objavlja Swiss Institute for Art Research (SIAR). Konceptualno in vsebinsko gre za razširjeno in stalno posodabljano spletno različico SIAR-ovega Biografskega leksikona švicarske umetnosti, ki vsebuje 12.000 kratkih zapisov in približno 1100 podrobnih biografskih člankov.

## Financiranje
SIKART financirajo Švicarska konfederacija, švicarski kantoni in zasebni donatorji. Do spletnega mesta je mogoče dostopati brezplačno.